# Герб Київського воєводства
Герб Київського воєводства (пол. Herb województwa kijowskiego) — офіційний символ Київського воєводства Великого князівства Литовського і Речі Посполитої.
Із середини XIV століття Київське князівство входить до сфери впливу Великого Князівства Литовського. Польському королю і Великому князю Литовському Казимиру IV не подобалося посилення Київського князівства, і в 1471 році воно було перетворено в Київське воєводство. Після створення Речі Посполитої за Люблінською унією 1569 року Київське воєводство було виключено зі складу Великого Князівства Литовського і передано під управління Корони Польської.

## Опис
Литовський герб
До 1569 року і в подальшому в офіційних документах Великого князівства Литовського: йде ведмідь у блакитному або білому полі.
Польський герб
Із 1569 року герб Київського воєводства у складі Польської корони: у червоному полі біла фігура святого Михаїла Архангела, який тримає у правій руці оголений меч, опущеним долі кінцем, а в лівій — піхви, кінець яких дотикається до меча.

## Історія

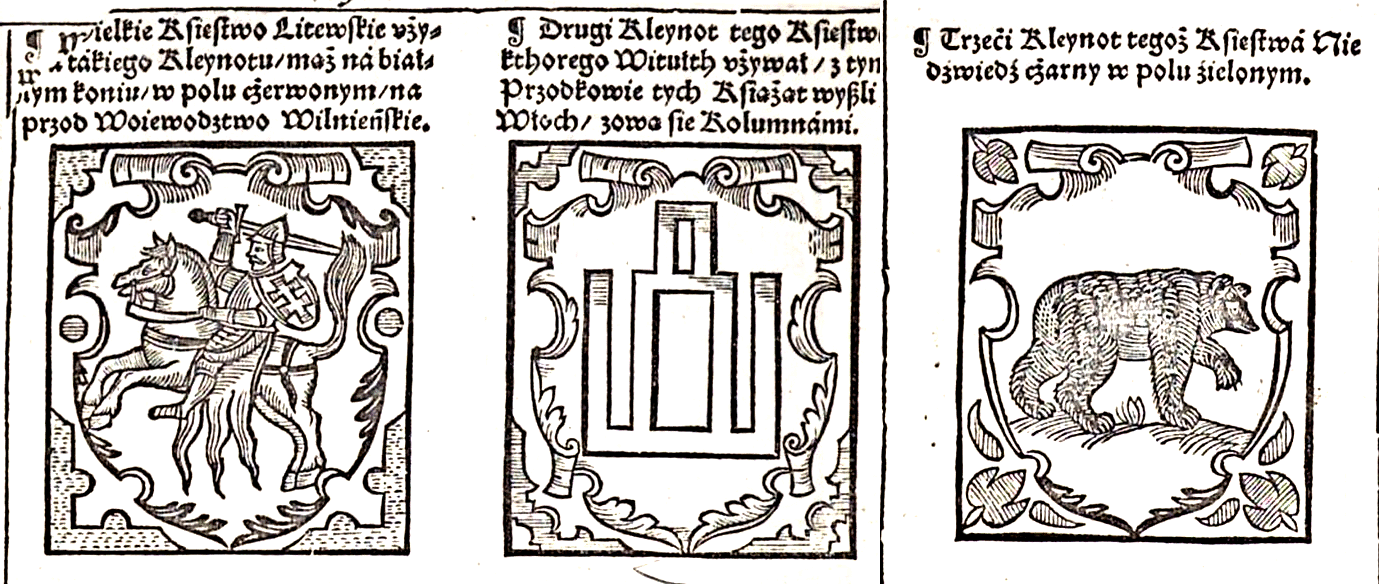
Три герби Великого князівства Литовського: Погоня, Колюмни і ведмідь, що йде. Із гербовника Б. Папроцького. 1584 р.

Архангел Михаїл із часів Київської Русі вважався захисником Києва і Київської землі.
Після приєднання Київського князівства саме він з'являється в 1529 році на друку Великого князя Литовського Сигізмунда I, поряд із гербами Смоленської і Волинської земель.
У 1507—1517 роках за зразком герба Київського воєводства створено герб Новогрудського воєводства з зображенням Архангела Михаїла. З цього часу київська хоругва змінюється, і обзаводиться гербом із зображенням чорного ведмедя. Остаточно герб із ведмедем закріпився на Віленському сеймі 1529 року. Первісний вигляд і колір герба були зафіксовані в гербовнику Stemmata Polonica.
Герб із ведмедем, що йде, зображувався на литовських печатках до поділу Речі Посполитої. Бартош Папроцький у своїй книзі «Герби польського лицарства», виданої в 1584 році, зараховував герб із ведмедем, що йде, поряд із Погонею та Колюмнею, до основних гербів Великого князівства Литовського. Після приєднання воєводства до Польської Корони в 1569 році, у польській геральдиці в основному використовується зображення архангела Михаїла з опущеним мечем і піхвами. У литовській геральдиці аж до поділу Речі Посполитої як герб воєводства використовувався чорний ведмідь, що йде, на світлому фоні.

## Галерея

Символи Київського князівства
Печатка київського князя із зображенням архангела Михаїла. XII-XIV століття.
Монета Київського князя Володимира Ольгердовича. 1388-1392 рр.

Герби воєводства в литовській геральдиці
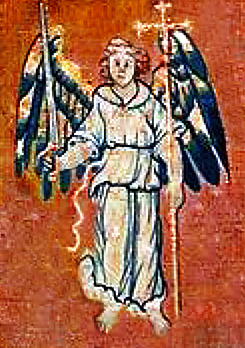
Герб воєводства з гобелену Сигізмунда II Августа, 1548
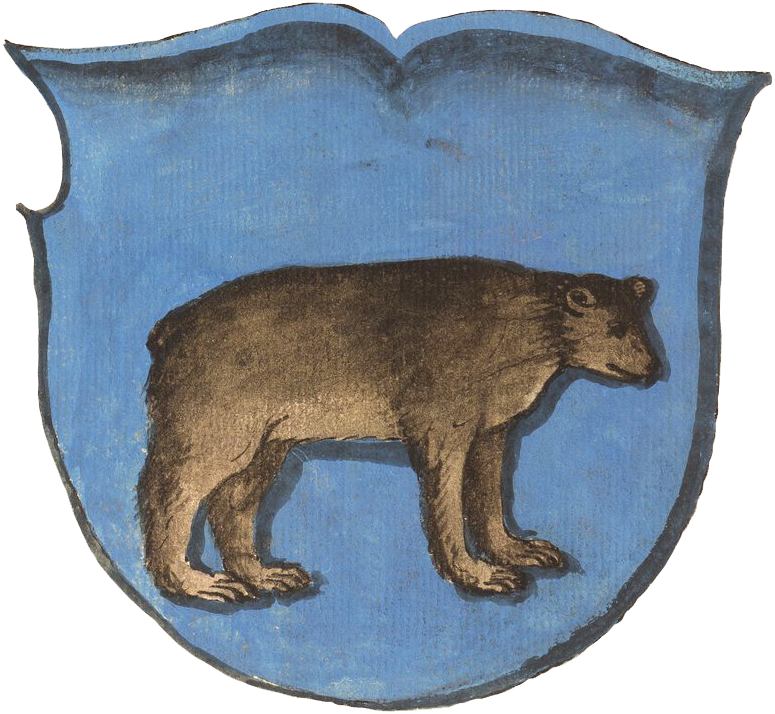
Герб Київського воєводства з гербовника Stemmata Polonica. Ок. 1555 р.
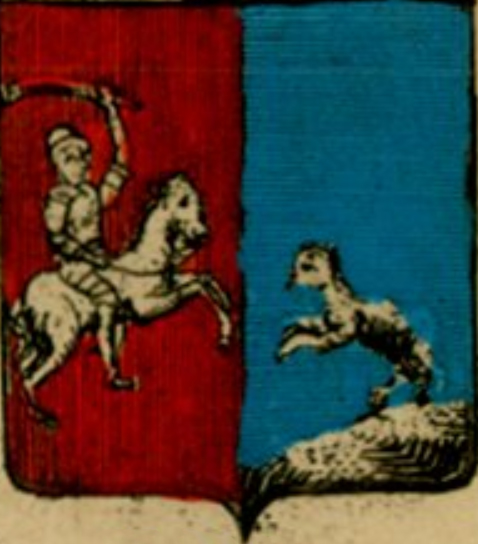
Герб воєводства у Великому князівстві Литовському. 1712 р.
Герб із печатки Великого князя Литовського Станіслава Августа (1764-1795)
Герб Київського воєводства з гербовника Каспера Несецького. 1839 р.

Герби воєводства в польській геральдиці
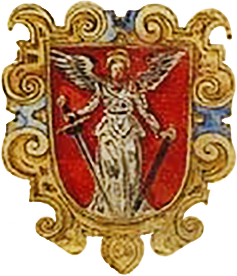
Герб воєводства в Польському королівстві. З акту короля Сигізмунда III 1588 р.
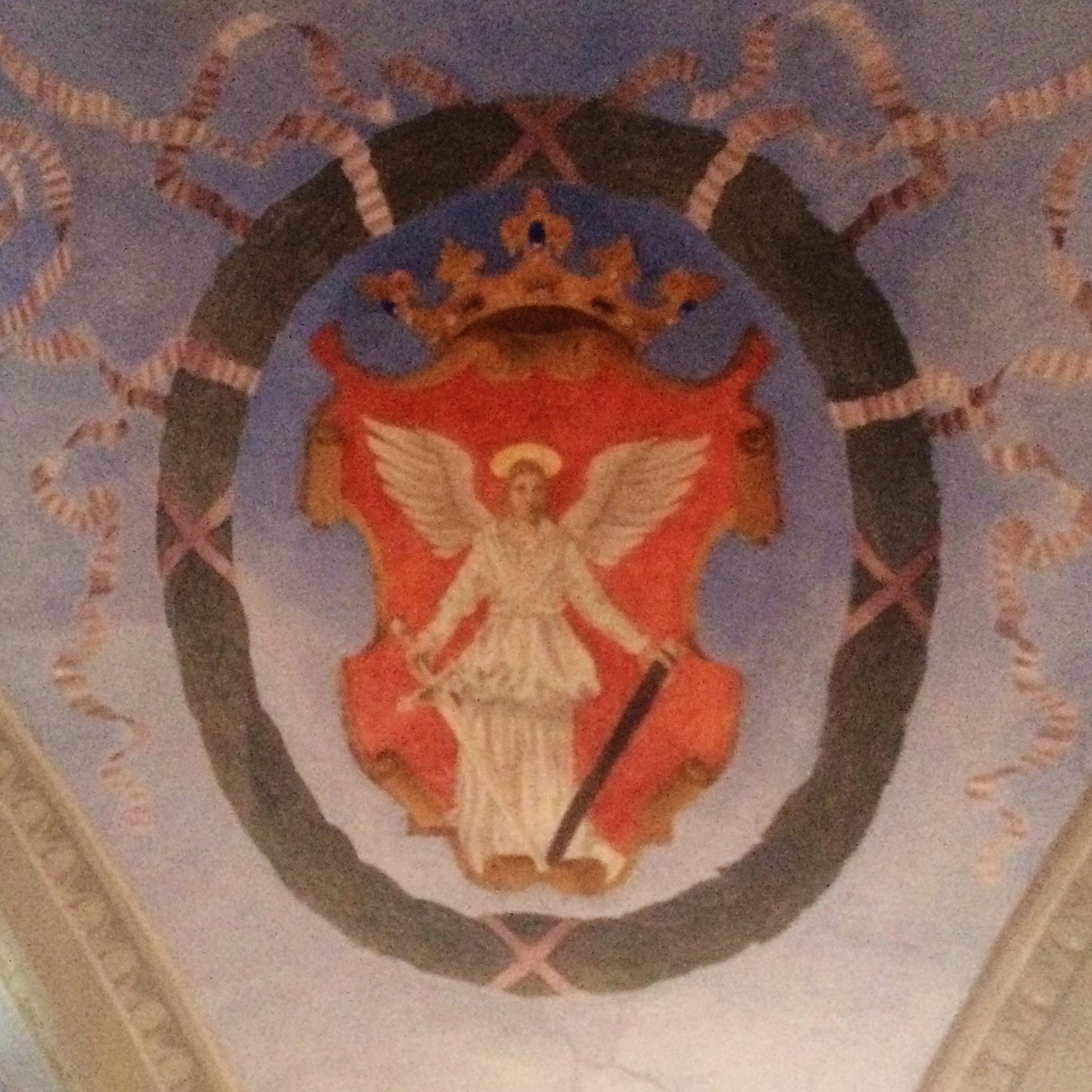
Герб воєводства в Посольському залі Королівського замку Варшави.
Герб Київського воєводства з гербовника Каспера Несецького. 1839 р.
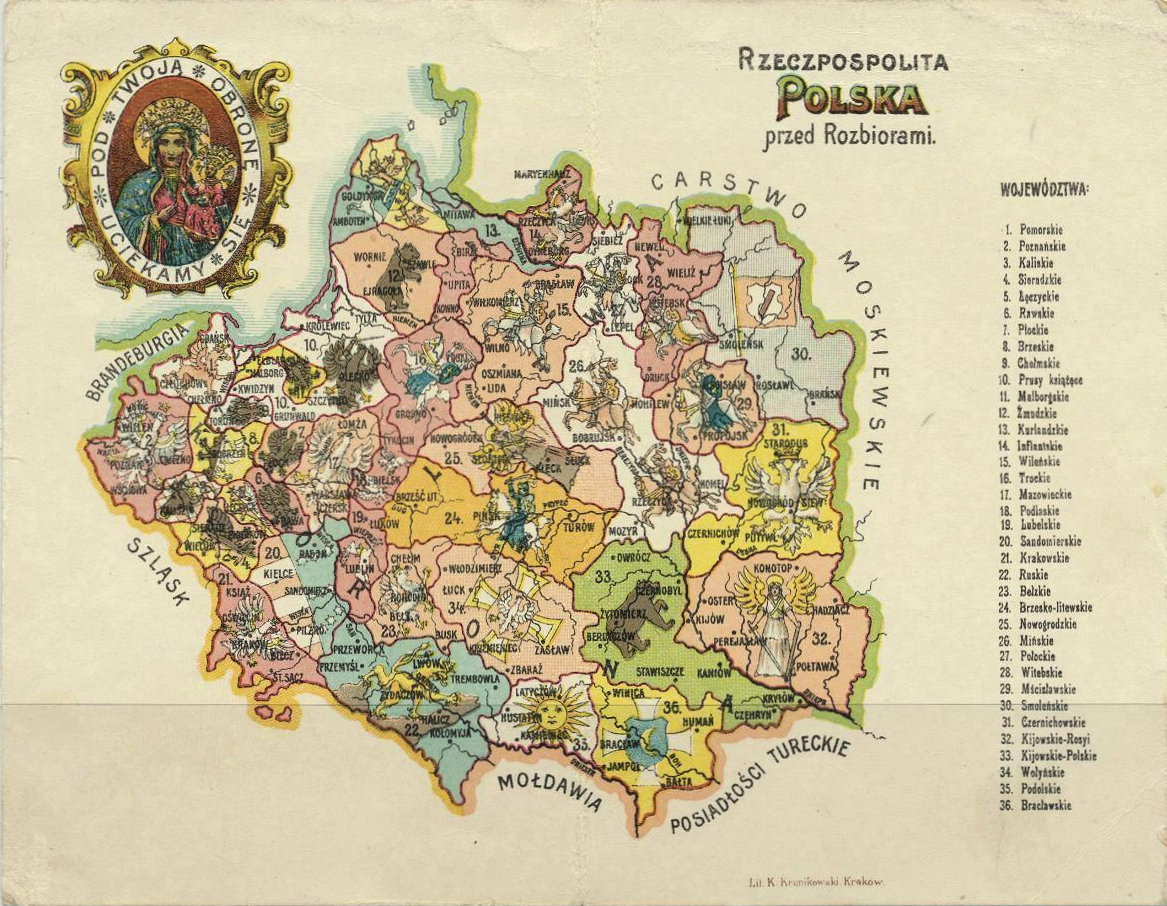
Два герба воєводства на мапі Речі Посполитої після Андрусівського перемир'я 1667 р.